# Gaspard Ulliel
Pour les articles homonymes, voir Ulliel.
Gaspard Ulliel est un acteur et mannequin français, né le 25 novembre 1984 à Neuilly-sur-Seine (Hauts-de-Seine) et mort le 19 janvier 2022 à La Tronche (Isère) à la suite d'un accident de ski.
Il fait ses débuts au cinéma en 2001 avec un petit rôle dans Le Pacte des loups. En 2003 il obtient son premier rôle principal dans Les Égarés où il se révèle. En 2005, il obtient le César du meilleur espoir masculin pour son rôle dans Un long dimanche de fiançailles, son premier succès au box-office comme tête d'affiche. Il joue le rôle-titre dans le film historique Jacquou le Croquant en 2007, son deuxième succès commercial. Il obtient un nouveau succès avec La Princesse de Montpensier en 2010, où il interprète le duc Henri de Guise. Pour son interprétation d'Yves Saint Laurent dans le biopic Saint Laurent, il est nommé au César du meilleur acteur en 2015. En 2017, il obtient le César du meilleur acteur pour son interprétation dans Juste la fin du monde. Il est nommé chevalier de l'ordre des Arts et des Lettres en 2015. Il est également connu pour avoir été l'égérie du parfum Bleu de Chanel pendant douze ans.
Durant sa courte carrière, il aura tourné avec plusieurs réalisateurs prestigieux, parmi lesquels André Téchiné, Bertrand Bonello, Jean-Pierre Jeunet, Gus Van Sant, Martin Scorsese, Michel Blanc, Niki Caro, Peter Greenaway, Richard Dembo, Bertrand Tavernier, Xavier Dolan, Justine Triet et Benoît Jacquot.
En parallèle de sa carrière en France, il est connu aux États-Unis dans deux projets qui connurent un certain succès : le préquel Hannibal Lecter : Les Origines du mal en 2007, où il reprend le rôle d'Hannibal Lecter joué autrefois par Anthony Hopkins, et la série d'action Marvel Moon Knight, diffusée sur la plateforme américaine Disney+ en 2022 ; cette dernière est son premier projet à titre posthume.

## Biographie

### Famille et enfance
Gaspard Thomas Ulliel naît le 25 novembre 1984 à Neuilly-sur-Seine. Il est le fils unique de Serge Ulliel, designer, et de Christine Ulliel, née Mabillard, styliste. Sa famille paternelle, originaire de Savoie, s'est établie à Paris où est né, dans Le Marais, son arrière-grand-père Raoul Ulliel (1889-1943), bronzier, qui s'est distingué au combat durant la Première Guerre mondiale. Sa grand-mère paternelle est d'ascendance italienne et espagnole.
À l'âge de six ans, il se fait griffer par un dobermann sur la joue gauche et conserve une cicatrice. Sa nécrologie dans le journal Libération le décrit comme ayant « la balafre la plus célèbre du cinéma français ».

### Débuts à la télévision
Gaspard Ulliel commence sa carrière d'acteur, en 1996, dans le dernier épisode d'Une femme en blanc avec Sandrine Bonnaire et Christian Brendel, alors qu'il est au collège. Cette série est diffusée sur France 2 au printemps 1997.
Durant son adolescence, il enchaîne les tournages pour la télévision. Il interprète l'un des membres de la famille Dumont-Farel dans Bonnes vacances, un téléfilm comique de Pierre Badel avec notamment Rosy Varte, Gérard Hernandez et Valérie Vogt. Il change ensuite de registre avec le drame La Bascule, réalisé par Marco Pico et diffusé en 1999. La même année, il apparaît dans un épisode de la série Le Refuge consacrée au sauvetage d'animaux. Dans le téléfilm Juliette de Jérôme Foulon, avec Claire Keim dans le rôle-titre, il incarne le fils d'Antoine Duléry.

### Études et formation
Tout en participant à quelques stages l'été au cours Florent, il est scolarisé à l'école active bilingue Jeannine-Manuel (EABJM) dans le 15e arrondissement de Paris, jusqu'à l'obtention de son baccalauréat en section ES.
Il s'inscrit ensuite à l'université Paris-VIII à Saint-Denis pour y suivre des études supérieures de cinéma, mais sa carrière prenant de l'importance, il les interrompt en seconde année de DEUG, en mai 2003.
Il voulait être un musicien de jazz et a même essayé de jouer du saxophone pendant quelques années, mais il a arrêté parce qu'il pensait qu'il n'avait pas de talent. Il savait aussi jouer du piano,. Il était également photographe amateur depuis son adolescence,, et a vu une série de photos polaroid prises par lui lors de son voyage à Tokyo publiée par le magazine britannique AnOther en avril 2012.

### Carrière

#### Révélation critique au cinéma (1999-2005)
En 1999, Gaspard Ulliel tourne dans le court-métrage Alias de Marina de Van, et dans le téléfilm Julien l'apprenti avec Francis Huster.
En 2001, il tient un petit rôle dans son premier long-métrage, Le Pacte des loups, de Christophe Gans, dans lequel il est l'une des victimes de La Bête du Gévaudan. Le film est le sixième plus gros succès au box-office français de l'année 2001, avec plus de 5,17 millions de spectateurs. En 2002, dans Embrassez qui vous voudrez de Michel Blanc, il joue le rôle d'un garçon découvrant l'amour et la sexualité qui lui vaut une première nomination au César du meilleur espoir masculin, et il a également remporté son premier prix Lumières du meilleur espoir masculin.
En 2003, Gaspard Ulliel est choisi par André Téchiné pour jouer l'un des rôles principaux avec Emmanuelle Béart dans Les Égarés, un film dramatique franco-britannique qui se situe pendant la Seconde Guerre mondiale. À la faveur de son interprétation d'Yvan, un adolescent atypique, il est nommé une seconde fois au César du meilleur espoir masculin.
En 2004, il a joué dans son premier grand film aux côtés d'Audrey Tautou, il incarne Manech Langonnet, un « bleuet », dans Un long dimanche de fiançailles, réalisé par Jean-Pierre Jeunet, adapté du roman de Sébastien Japrisot. Le film rapporte plus de 70 millions de dollars au box-office mondial. Gaspard Ulliel est nommé une troisième fois au César du meilleur espoir masculin, dont il devient le lauréat. C'est grâce à ce film que Gaspard Ulliel commence à être connu du « grand public […] et prend conscience de ce qu'était de construire un parcours artistique, une carrière ». Cette même année, il tient le premier rôle masculin dans Le Dernier Jour, de Rodolphe Marconi, avec Nicole Garcia, Mélanie Laurent, Alysson Paradis et Christophe Malavoy.

#### Coproductions internationales (2006-2009)

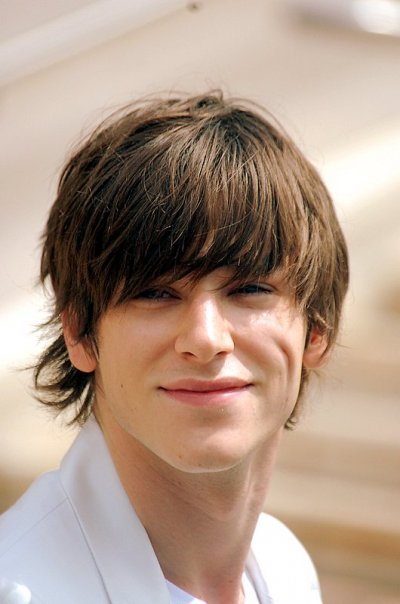
Gaspard Ulliel au Festival de Cannes 2006.

En 2006, après une apparition dans le film à sketches Paris, je t'aime (dans le segment réalisé par Gus Van Sant), Gaspard Ulliel entame surtout le tournage d'un autre projet de cinéma dit de « grand public » avec Jacquou le Croquant de Laurent Boutonnat, d'après le roman d'Eugène Le Roy, qui avait déjà été adapté pour la télévision à la fin des années 1960. Sorti en 2007 sur un budget de 20 millions d'euros, le film divise la critique. Toutefois, le long-métrage obtiendra 871 770 d'entrées en France, 6,7 millions de dollars au box-office mondial, et deux nominations (meilleur décor et meilleurs costumes) aux Césars 2008.
La même année en dépit d'une vive concurrence, il obtient le rôle-titre dans Hannibal Lecter : Les Origines du mal, coproduction internationale destinée à relancer la franchise cinématographique culte consacrée au personnage de fiction Hannibal Lecter, imaginé par l'écrivain Thomas Harris. Le film raconte la jeunesse de Lecter et son évolution vers le cannibalisme.
En 2008, l'acteur défend trois projets très différents : La Troisième Partie du monde d'Éric Forestier, un drame fantastique teinté d'érotisme avec Clémence Poésy ; une coproduction franco-cambodgienne, Un barrage contre le Pacifique, inspirée du roman de Marguerite Duras, et dans laquelle il tourne avec Isabelle Huppert et une autre grosse production, le thriller d'action Le Premier Cercle, aux côtés de Jean Reno.
En 2009, il joue dans deux films : la coproduction internationale The Vintner's Luck, de Niki Caro, menée par le Belge Jérémie Renier et le drame franco-italo-israélien Ultimatum, d'Alain Tasma, dont il tient le premier rôle (qui a été écrit pour lui), face à l'Italienne Jasmine Trinca et a dû apprendre l'hébreu pour le film. La même année, il tourne avec Jean-Pierre Mocky dans un épisode de la série Myster Mocky présente aux côtés d'Elsa Zylberstein, Jean-Pierre Clami et Emmanuelle Weber.

#### Retour en France (2010-2019)
En 2010, Gaspard Ulliel est Henri de Guise dans le film en costumes de Bertrand Tavernier, La Princesse de Montpensier, dont le rôle-titre est incarné par Mélanie Thierry. Le film obtient 740 898 d'entrées en France, et 6 millions de dollars au box-office mondial.
L'acteur s'aventure ensuite dans des registres inédits : en 2011, il tient ainsi un second rôle dans la comédie de mœurs L'Art d'aimer d'Emmanuel Mouret; en 2012, il décroche au théâtre un des rôles principaux dans Que faire de Mr Sloane ? aux côtés de Michel Fau et Charlotte de Turckheim,. Il a aussi joué dans le film The American Tetralogy de Philippe Terrier-Hermann, aux côtés de Sharon Stone, Andy Gillet, Roxane Mesquida, et Nicole Garcia.
En 2013, il retrouve Nicole Garcia dont il joue l'un des quatre fils pour la comédie dramatique Tu honoreras ta mère et ta mère, écrite et réalisée par Brigitte Roüan. En 2014 sort le biopic Saint Laurent, co-écrit et réalisé par Bertrand Bonello : le film est acclamé par la critique, mais fonctionne modestement au box-office. Gaspard Ulliel s'incline aux César face à Pierre Niney, lequel interprète également le grand couturier parisien dans une réalisation de Jalil Lespert.
En 2015, il est de nouveau « sur les planches » dans Les Démons, mis en scène par Marcial Di Fonzo Bo au Théâtre du Rond-Point, où il donne la réplique à Lars Norén.
L'acteur aborde ensuite un autre projet d'envergure : il est choisi par le jeune réalisateur québécois, Xavier Dolan, pour tenir le rôle principal de son premier projet français, Juste la fin du monde; il y est entouré de Nathalie Baye, Marion Cotillard, Léa Seydoux et Vincent Cassel. Sa performance convainc de nouveau l'Académie des César, qui lui décerne le prix du meilleur acteur pour ce film lors de sa 42e cérémonie, en 2017. Parallèlement sort un projet plus expérimental, le drame musical La Danseuse, de Stéphanie Di Giusto, librement inspiré de la vie de la danseuse Loïe Fuller, où il a joué le personnage fictif comte Louis d'Orsay et donne la réplique à la chanteuse Soko et retrouve Mélanie Thierry.
En 2017, il joue à nouveau avec Isabelle Huppert, dans Eva, un drame romantique, devant la caméra de Benoît Jacquot. Cette même année, il tourne aux côtés de Gérard Depardieu et Guillaume Gouix dans le film de guerre de Guillaume Nicloux Les Confins du monde.
Il retrouve en 2018 le réalisateur Guillaume Nicloux dans la mini-série Il était une seconde fois, pour Arte France, aux côtés de Freya Mavor. Cette même année, il tourne aux côtés de Paul Hamy dans 9 doigts de F. J. Ossang, et il aussi prête sa voix au poète britannique Percy Bysshe Shelley dans Le Brasier Shelley, un film sans image et en son 3D dirigé par Ludovic Chavarot et Céline Ters,. Le 7 septembre 2018, la Mostra de Venise diffuse en avant-première Un peuple et son roi de Pierre Schoeller, où Gaspard Ulliel tient le rôle de Basile, un jeune révolutionnaire, dans ce film historique retraçant la Révolution française, aux côtés d'Adèle Haenel et de Louis Garrel.
En septembre 2019, il est membre du jury de la compétition officielle du 45e Festival du cinéma américain de Deauville, présidé par Catherine Deneuve. En décembre 2019, il signe son étoile sur la piste de ski des stars à Arc 1950 en Savoie lors de la onzième édition du Les Arcs Film Festival.

#### Derniers projets (2021-2022)
En janvier 2021, Gaspard Ulliel est membre du jury de la compétition officielle du Festival international du film fantastique de Gérardmer présidé par Bertrand Bonello.
En février 2021, il prête sa voix à la série audio pour enfants Bidule, créée par Éric Lathière pour la plateforme Alma Studio.
Entre avril et mai 2021, il tourne La Vengeance au triple galop d'Alex Lutz et Arthur Sanigou, un téléfilm qui parodie notamment le soap La Vengeance aux deux visages, où il a joué le chirurgien esthétique Docteur Danley Marchal-Widkins, aux côtés d'Audrey Lamy, Marion Cotillard, sa partenaire de jeu dans le film Juste la fin du monde, mais aussi plusieurs autres figures du cinéma français contemporain comme Guillaume Gallienne et Bruno Sanches. Diffusé le 4 octobre 2021 sur Canal +, il s'agit de son dernier film sorti de son vivant.
En juin 2021, il termine le tournage du film dramatique Plus que jamais d'Emily Atef, avant-dernier film qu'il a tourné avant de mourir. Il est présenté au festival de Cannes dans la section Un certain regard le 21 mai 2022.
En juillet 2021, Gaspard Ulliel rejoint le casting de la mini-série télévisée américaine en six épisodes Moon Knight, évoluant dans l'univers cinématographique Marvel, où il interprète Anton Mogart, alias Midnight Man,, dont la sortie a lieu le 30 mars 2022. Le troisième épisode de la série, où il apparaît pour la première fois, lui est dédié. Il est à noter que Gaspard Ulliel ne se post-synchronise pas lui-même, la tâche a été confiée à l'acteur Valentin Merlet.
Gaspard Ulliel prête sa voix à la poupée Scott dans Coma, le film hybride de prise de vues réelles et d'animation de Bertrand Bonello, qui est le dernier film dans lequel il tourne avant de mourir – il a terminé le tournage en décembre 2021,. Son rôle dans Coma est gardé secret jusqu'à ce que le film soit sélectionné pour le Festival du film de Berlin en février 2022, ce qui en fait le premier film sorti après sa mort. Il est présenté en première mondiale au Festival du film de Berlin le 12 février 2022. Ses deux derniers films, Plus que jamais et Coma, sortent en salles en France le même jour, le 16 novembre 2022.
En décembre 2021, il commence à tourner Tikkoun, la première série du réalisateur Xavier Giannoli. Il était prévu qu'il donne la réplique à Vincent Lindon et à Ramzy Bedia et qu'il incarne l'homme d'affaires Arnaud Mimran. Gaspard Ulliel est en pause dans le tournage de Tikkoun, rebaptisé "D'argent et de sang", lorsqu'il meurt après un accident de ski sans casque. Il devait revenir sur le plateau le 24 janvier 2022. Il était également prévu qu'il rejoigne en avril Léa Seydoux pour jouer dans La Bête de Bertrand Bonello, qui avait déjà dirigé les deux comédiens dans Saint Laurent.

#### Mannequinat
Acteur, Gaspard Ulliel est aussi connu pour sa participation aux campagnes publicitaires, ou par sa présence régulière aux défilés de la Semaine de la mode de Paris. En 2003, à l'âge de dix-neuf ans, il défile pour la première et unique fois pour le défilé automne/hiver 2003 de Dior Homme créé par Hedi Slimane et intitulé "Luster",.
En 2008, avec Kate Moss, il participe à la campagne publicitaire des sacs Longchamp.
En 2010, il est l'image publicitaire de la marque Chanel pour le parfum Bleu, dans un spot publicitaire tourné par Martin Scorsese à New York ; un autre spot est tourné en 2015, dirigé par James Gray, et un dernier spot est tourné en 2018, dirigé par Steve McQueen. Ce contrat avec la marque française offre un confort financier lui permettant de parfaire ses apparitions au cinéma.
En 2016, Ulliel est devenu l'égérie de Monsieur de Chanel, la première montre pour homme de Chanel.
En juin 2020, il est le narrateur du dernier épisode de la série Chanel Parfumeur : « I Am a Fragrance Trail », en français et en anglais,.

### Image publique
Le look androgyne d'Ulliel dans des films tels que Les Égarés (2003), Paris, je t'aime (2006) et sa performance d'Yves Saint Laurent dans le film Saint Laurent (2014) en ont fait une icône gay,,,.
En janvier 2007, il figurait sur la liste "What's In and Out for 2007" du journal américain The Washington Post dans la catégorie "In".
En juin 2007, il a été classé n° 12 dans le sondage des « 15 hommes les plus sexy » du magazine Elle.
Dans l'épisode 5 de la saison 4 de Dix pour cent, l'actrice Sigourney Weaver (jouant son propre rôle) veut qu'Ulliel soit choisi pour le rôle principal masculin dans son prochain film,.
Le 24 janvier 2022, il passe du no 8979 au no 1 sur le graphique STARMeter d'IMDb basé sur les pages vues après sa mort.
« Gaspard Ulliel » est le quatrième terme plus recherché sur Google en France en 2022, et il arrive également en tête des recherches des célébrités disparues en 2022.

## Vie privée

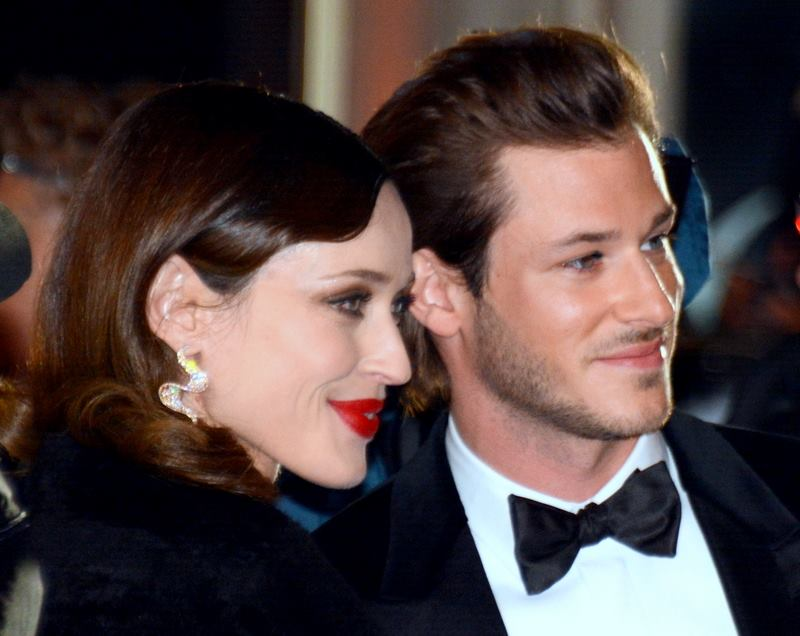
Lors de la cérémonie des César 2015, l'acteur avec sa compagne Gaëlle Pietri.

De 2005 à 2007, Gaspard Ulliel est en couple avec la chanteuse et actrice française Cécile Cassel.
De 2013 à 2020, il est en couple avec la mannequin française Gaëlle Pietri,. Ensemble, ils deviennent parents d'un garçon prénommé Orso, né le 12 janvier 2016. Gaëlle Pietri fut la dernière compagne de Gaspard Ulliel.
Il est nommé chevalier de l'ordre des Arts et des Lettres de France en juillet 2015.
En 2012, il soutient la campagne caritative « Juste Un Cœur » en choisissant un T-shirt bleu dont les ventes sont reversées à l'Action contre la faim de l'UNICEF,. La même année, il fait don du manteau qu'il avait porté dans un spot pour Bleu de Chanel en 2010 pour être vendu aux enchères pour la campagne « Vestiaire Solidaire » en soutien au Téléthon et à l'Association française contre les myopathies (AFM),.
En 2015, il signe « l'Appel de Calais », qui demande au gouvernement français un plan d'urgence pour mettre fin aux conditions de vie indignes que les migrants et réfugiés trouvent dans la jungle de Calais.
En août 2018, il signe la tribune de l'Aquarius, le navire humanitaire affrété par l'organisation européenne de sauvetage en mer SOS Méditerranée en partenariat avec Médecins sans frontières (MSF), pour qu'il puisse retourner à la mer et continuer à secourir les personnes en danger de mort dans les eaux internationales après que le bateau a été empêché de sauver des vies et refoulé de la zone de sauvetage au large des côtes libyennes. En novembre 2018, il signe une pétition contre les agressions homophobes à l'initiative de L'Express, intitulé « Un homo agressé toutes les 33 heures, assez ! ».
Il est l'un des signataires de la tribune « Académie des Césars : nous n'avons aucune voix au chapitre », publié le 10 février 2020 sur le site internet du journal Le Monde, contre le fonctionnement de l'Académie des César, réclamant une réforme en profondeur pour remédier à son fonctionnement « élitiste et fermé »,. En mars 2021, il signe la tribune de la Société des réalisateurs de films (SRF) intitulée « Un jour sans fin », demandant au président Emmanuel Macron la réouverture des salles de cinéma en France à la suite de la décision de fermeture des salles en 2020 en raison de la pandémie de COVID-19.
Il est écologiste et engagé en faveur de la santé de la planète. Il déclare dans une interview en 2019 qu'il a essayé de prendre moins souvent l'avion en faveur de l'écologie, « mais seules les mesures prises par les gouvernements feront vraiment la différence. »
En 2019, il signe la tribune « Résister et créer », créée par le mouvement On est prêt avec Cyril Dion pour interpeller le monde du cinéma à l'heure des mobilisations pour le climat,, et il prête aussi sa voix à la campagne « Nos objets ont plein d’avenirs », conçue par DDB Paris pour l'Ademe et le ministère de la Transition écologique et solidaire, qui met en avant les gestes à adopter pour allonger la durée de vie des objets, et par effet boule de neige, contribuer à préserver les ressources de la planète et réduire notre production de déchets.
Il déclare en septembre 2021 alors qu'il soutient le Monte-Carlo Gala pour la Santé Planétaire : « Nous sommes confrontés à une crise écologique sans précédent. Jamais auparavant notre planète et la vie sur Terre n'ont été autant menacées. Au cours du siècle dernier, nous avons insidieusement détruit la biosphère, tué la vie et, lentement mais sûrement, préparé le terrain pour notre propre extinction. Et ce que nous voyons maintenant n'est rien comparé à ce qui va arriver si nous n'agissons pas pour changer. La science est claire. Lisez les études, vérifiez les faits. Nous avons besoin d'une action immédiate et d'un changement fondamental de notre système et de nos mentalités, à la fois de la part de chaque individu et de nos gouvernements, afin d'éviter la catastrophe mondiale qui s'annonce. Je veux faire partie de ceux qui luttent pour laisser une planète en bon état à nos générations futures. Voyons cela comme un signal d'alarme plein d'espoir. C'est encore à notre portée, mais pas pour longtemps - nous sommes entrés dans cette période hautement décisive. Aujourd'hui, il n'y a pas de préoccupation ou de priorité plus importante à aborder. »

## Mort et hommages
Le 18 janvier 2022, alors qu'il skie à la station de La Rosière (Savoie),, Gaspard Ulliel entre en collision sans casque avec un autre skieur à la jonction de deux pistes,. Il a un traumatisme crânien. Il arrive en état de mort cérébrale au CHU Grenoble-Alpes, à La Tronche ; son décès est annoncé vingt-quatre heures plus tard. Il meurt à l'âge de trente-sept ans. Les parents de Gaspard Ulliel et sa dernière compagne Gaëlle Pietri ne s'opposent pas au don de ses organes, sauvant ainsi la vie de six personnes,.

### Enquête sur son accident
Le parquet d'Albertville est chargé d'une enquête. Les deux skieurs sont tombés au sol après la collision ; l'autre skieur, un Lituanien, portait un casque ; les deux skiaient à une vitesse raisonnable ; ils n'ont pas commis de faute ; l'autre skieur n'a pas été blessé, les conditions météorologiques étaient bonnes et il n'y avait pas d'obstacle, tel qu'un rocher,. Le skieur lituanien a été interrogé , et il a été mis hors de cause.
Le 18 janvier 2023, un an après l'accident, la procureure Anne Gaches déclare à RTL que le dossier a été officiellement classé sans suite quelques mois plus tôt.

### Hommages

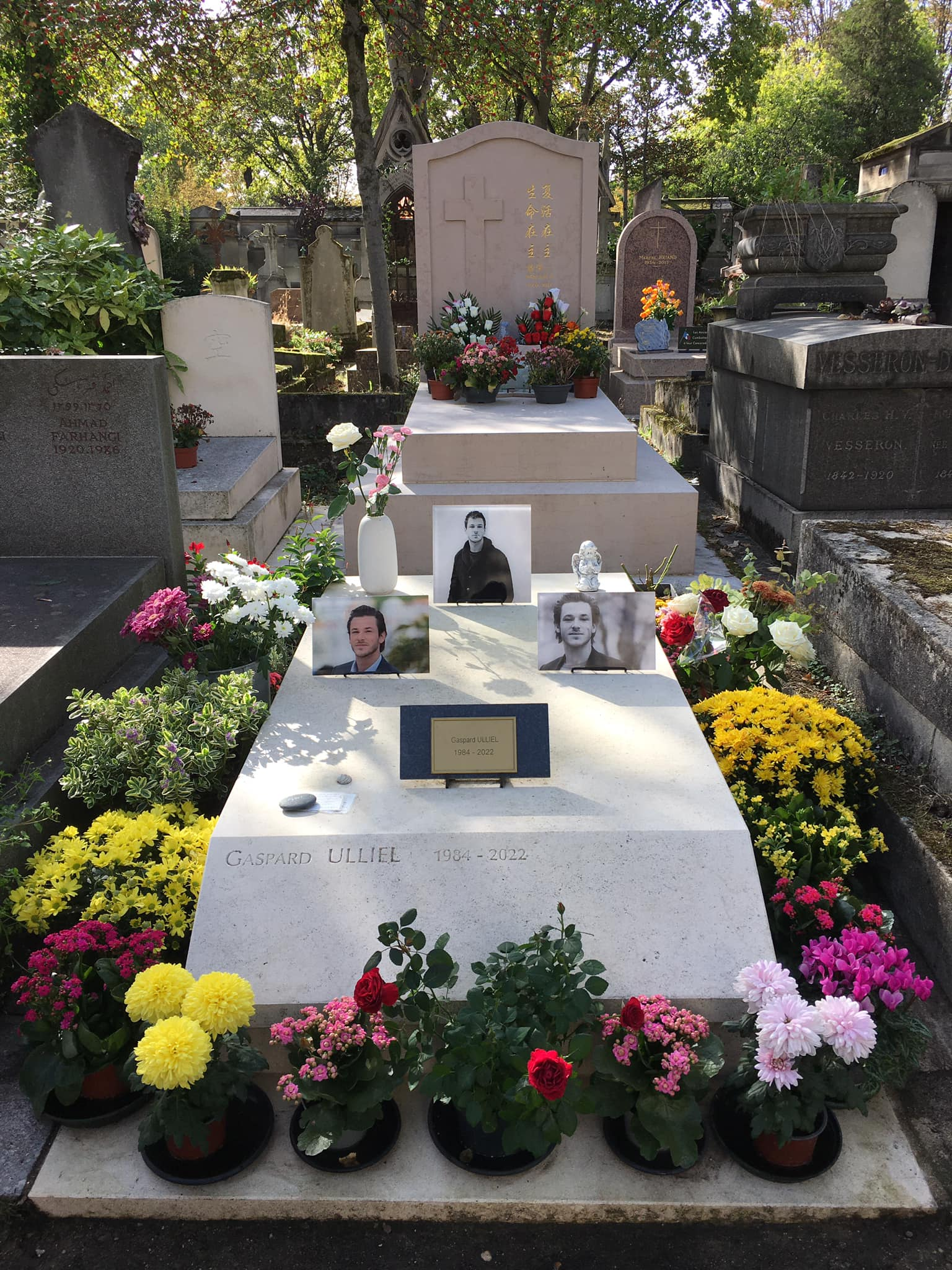
Tombe de Gaspard Ulliel dans la 44e division du cimetière du Père-Lachaise.

Le soir même, le président de la République Emmanuel Macron lui rend hommage par un message officiel. Le 20 janvier 2022, le Festival de la comédie de l'Alpe d'Huez lui rend un hommage avec une longue standing ovation à sa mémoire. Le 25 janvier 2022, Chanel rend hommage à Gaspard Ulliel lors de son défilé Haute Couture Printemps/Été 2022 à la Semaine de la mode de Paris. Une mannequin habillée d'une robe de mariée a réalisé le dernier passage avant le finale du show en tenant dans ses mains un bouquet de camélias – la fleur préférée de Coco Chanel – teinté de bleu nuit en guise de clin d'œil à Gaspard Ulliel et au parfum Bleu de Chanel.
Ses obsèques ont lieu le 27 janvier 2022 en l'église Saint-Eustache de Paris, dans le quartier des Halles. De nombreuses personnalités du monde du cinéma sont présentes à la cérémonie.
Il est incinéré au cimetière du Père-Lachaise avant d'y être inhumé au sein de la 44e division,.
Le 25 février 2022, lors de l'ouverture de la 47e cérémonie des César qui lui est dédiée, ému aux larmes, le réalisateur Xavier Dolan, pour lequel Gaspard Ulliel avait tourné Juste la fin du monde et obtenu le César du meilleur acteur en 2017, rend hommage au défunt par la lecture d'une lettre écrite à la mère du comédien.
Le 27 février 2022, la 28e cérémonie des SAG Awards rend hommage à l'acteur dans le segment "In Memoriam", qui présentait sa dernière scène dans Un long dimanche de fiançailles. Bien qu'il n'ait pas été mentionné lors du segment "In Memoriam" de la cérémonie des Oscars le 27 mars 2022, Gaspard Ulliel a été inclus dans le mémorial en ligne du site officiel de l'Académie des arts et des sciences du cinéma parmi d'autres artistes morts récemment.
La dernière compagne d'Ulliel, Gaëlle Pietri, publie un livre lui rendant hommage intitulé Le Temps de te dire adieu, aux Éditions Grasset le 26 avril 2023.

## Filmographie

### Cinéma

#### Longs métrages
- 2001 : Le Pacte des loups de Christophe Gans : Louis
- 2002 : Embrassez qui vous voudrez de Michel Blanc : Loïc
- 2003 : Les Égarés d'André Téchiné : Yvan
- 2004 : Un long dimanche de fiançailles de Jean-Pierre Jeunet : Manech Langonnet, dit "Le bleuet"
- 2004 : The Tulse Luper Suitcases, Part 2: Vaux to the Sea de Peter Greenaway : Leon
- 2004 : Le Dernier Jour de Rodolphe Marconi : Simon
- 2005 : La Maison de Nina de Richard Dembo : Izik
- 2006 : Paris, je t'aime - segment Le Marais (4e arrondissement) réalisé par Gus Van Sant : Gaspard
- 2007 : Jacquou le Croquant de Laurent Boutonnat : Jacquou (à 20 ans)
- 2007 : Hannibal Lecter : Les Origines du mal de Peter Webber : Hannibal Lecter
- 2008 : La Troisième Partie du monde d'Éric Forestier : François
- 2008 : Un barrage contre le Pacifique de Rithy Panh : Joseph
- 2009 : Le Premier Cercle de Laurent Tuel : Anton Malakian
- 2009 : The Vintner's Luck de Niki Caro : Xas, un ange
- 2009 : Ultimatum d'Alain Tasma : Nathanaël
- 2010 : La Princesse de Montpensier de Bertrand Tavernier : Henri de Lorraine, duc de Guise surnommé "Le Balafré"
- 2011 : L'Art d'aimer d'Emmanuel Mouret : William, le petit-ami de Vanessa
- 2012 : The American Tetralogy de Philippe Terrier-Hermann : Alec Mc Daniel
- 2012 : Tu honoreras ta mère et ta mère de Brigitte Roüan : Balthazar
- 2014 : Saint Laurent de Bertrand Bonello : Yves Saint Laurent
- 2016 : Juste la fin du monde de Xavier Dolan : Louis
- 2016 : La Danseuse de Stéphanie Di Giusto : le comte Louis d'Orsay
- 2018 : Eva de Benoît Jacquot : Bertrand Valade
- 2018 : Neuf Doigts de F. J. Ossang : Le docteur
- 2018 : Le Brasier Shelley de Ludovic Chavarot et Céline Ters : Percy Bysshe Shelley
- 2018 : Un peuple et son roi de Pierre Schoeller : Basile
- 2018 : Les Confins du monde de Guillaume Nicloux : Robert Tassen
- 2019 : Sibyl de Justine Triet : Igor Maleski
- 2022 : Coma de Bertrand Bonello : Scott
- 2022 : Plus que jamais d'Emily Atef : Matthieu

#### Courts métrages
- 1999 : Alias de Marina de Van : Nicolas Trajet[144]
- 2007 : L'Inconnu d'Aurélien Vernhes-Lermusiaux : l'inconnu[144]
- 2008 : Objet Trouvé de Cathy Verney et Benoît Pétré : Invité soirée[145],[146]
- 2012 : Mes amours décomposé(e)s de Sacha Barbin : Corps[144]
- 2017 : Ordalie de Sacha Barbin : Jean[144]

### Télévision

#### Téléfilms et séries télévisées
- 1997 : Une femme en blanc, mini-série d'Aline Issermann : apparition dans le sixième (dernier) épisode
- 1998 : Bonnes vacances, téléfilm de Pierre Badel : Joël Dumont-Farel
- 1999 : La Bascule, téléfilm de Marco Pico : Olivier Baron
- 1999 : Juliette, téléfilm de Jérôme Foulon : Nicolas Dastier
- 1999 : Le Refuge (saison 3, épisode 3 La Finette réalisé par Christian François) : Quentin
- 1999 : Mission protection rapprochée, série de Nicolas Ribowski : Olivier Rousseau (un épisode)[147]
- 2000 : Julien l'apprenti, téléfilm de Jacques Otmezguine : Julien (à 14 ans)
- 2001 : L'Oiseau rare, téléfilm de Didier Albert : Kévin
- 2004 : Navarro (saison 16, épisode 6 La machination réalisé par Patrick Jamain) : Thierry Morlaas
- 2009 : Myster Mocky présente (saison 2, épisode 3 Un risque à courir) de Jean-Pierre Mocky
- 2018 : Calls, série de Timothée Hochet (saison 1, épisode 9 Boîte noire (Boeing 747)) : Thomas
- 2019 : Il était une seconde fois, mini-série de Guillaume Nicloux : Vincent Dauda
- 2021 : La Vengeance au triple galop, téléfilm d'Alex Lutz et Arthur Sanigou : Danley Marchal-Widkins[61]
- 2022 : Moon Knight, série créée par Jeremy Slater : Anton Mogart / Homme de minuit[b]

#### Documentaires
- 2016 : Vadim, Mister Cool d'Olivier Nicklaus : le narrateur
- 2019 : Cocteau - Al Brown, le poète et le boxeur de François Lévy-Kuentz : texte (voix-off)

### Doublage
- 2012 : Les Cinq Légendes, film d'animation de Peter Ramsey : voix française de Jack Frost

## Théâtre
- 2012 : Que faire de Mr Sloane ? de Joe Orton, mise en scène Michel Fau, Comédie des Champs-Élysées : monsieur Sloane[47]
- 2015 : Démons de Lars Norén, mise en scène Marcial Di Fonzo Bo, théâtre du Rond-Point, Comédie de Caen : Toma[24]

## Distinctions

### Décoration
- Chevalier de l'ordre des Arts et des Lettres (17 juillet 2015)[103]

### Lumières de la presse internationale
| Année | Travail nommé              | Catégorie            | Résultat |
| ----- | -------------------------- | -------------------- | -------- |
| 2003  | Embrassez qui vous voudrez | Révélation masculine | Lauréat  |
| 2015  | Saint Laurent              | Meilleur acteur      | Lauréat  |

### Étoiles d'or du cinéma français
| Année | Travail nommé              | Catégorie            | Résultat |
| ----- | -------------------------- | -------------------- | -------- |
| 2004  | Embrassez qui vous voudrez | Révélation masculine | Lauréat  |

### César
| Année | Travail nommé                   | Catégorie                | Résultat   |
| ----- | ------------------------------- | ------------------------ | ---------- |
| 2003  | Embrassez qui vous voudrez      | Meilleur espoir masculin | Nomination |
| 2004  | Les Égarés                      | Meilleur espoir masculin | Nomination |
| 2005  | Un long dimanche de fiançailles | Meilleur espoir masculin | Lauréat    |
| 2015  | Saint Laurent                   | Meilleur acteur          | Nomination |
| 2017  | Juste la fin du monde           | Meilleur acteur          | Lauréat    |

### Gala Québec Cinéma
| Année | Travail nommé         | Catégorie                    | Résultat   |
| ----- | --------------------- | ---------------------------- | ---------- |
| 2017  | Juste la fin du monde | Prix Iris du meilleur acteur | Nomination |

### Globes de Cristal
| Année | Travail nommé         | Catégorie       | Résultat   |
| ----- | --------------------- | --------------- | ---------- |
| 2015  | Saint Laurent         | Meilleur acteur | Nomination |
| 2017  | Juste la fin du monde | Meilleur acteur | Nomination |

### Trophées francophones du cinéma
| Année | Travail nommé         | Catégorie                         | Résultat   |
| ----- | --------------------- | --------------------------------- | ---------- |
| 2017  | Juste la fin du monde | Meilleur interprétation masculine | Nomination |

### ICS Awards
| Année | Travail nommé | Catégorie       | Résultat |
| ----- | ------------- | --------------- | -------- |
| 2016  | Saint Laurent | Meilleur acteur | Lauréat  |